# Магеррамов, Магеррам Мамедович
Магеррам Мамедович Магеррамов (азерб. Məhərrəm Məmməd oğlu Məhərrəmov; 7 декабря 1971, Кировский, Кировский район, Талды-Курганская область, Казахская ССР, СССР) — казахстанский политический деятель азербайджанского происхождения, депутат мажилиса парламента Казахстана VI—VIII созывов.

## Биография
1989—1991 гг. — проходил воинскую службу в Краснознамённом Забайкальском пограничном округе.
1992—1993 гг. — экспедитор МЧП «Тахмина».
1993—1994 гг. — директор МЧП «Трабзон».
1995—2000 гг. — индивидуальный предприниматель.
2000—2001 г. — директор крестьянского хозяйства «Зарина».
2001—2004 гг. — член ЦК, первый секретарь Алматинского областного комитета Коммунистической партии Казахстана.
2004—2012 гг. — член Политбюро ЦК Коммунистической народной партии Казахстана (КНПК), первый секретарь Алматинского областного комитета КНПК.
2012—2015 гг. — заведующий отделом организационно-партийной и кадровой работы ЦК КНПК, член Политбюро ЦК КНПК.
2015 год — 18 марта 2017 г. — первый секретарь Алматинского городского комитета КНПК.
С 24 марта 2016 г. по январь 2021 г. — депутат мажилиса парламента Республики Казахстан VI созыва, избран в 2016 году по партийному списку от КНПК (с 2020 года — Народная партия Казахстана), член Политбюро ЦК КНПК, член Комитета по законодательству и судебно-правовой реформе, член депутатской фракции «Народные коммунисты», член депутатской группы Ассамблеи народа Казахстана. 14 марта 2022 года получил вакантный мандат по партийному списку Народной партии Казахстана и стал депутатом мажилиса парламента Республики Казахстан VII созыва, вошёл в состав Комитета по законодательству и судебно-правовой реформе.
С 29 марта 2023 года — депутат Мажилиса Парламента Республики Казахстан VIII созыва по партийному списку Народной партии Казахстана.

## Награды
- Орден «Курмет».
- Медаль «За трудовое отличие» (Казахстан).
- Медаль «25 лет независимости Республики Казахстан».
- Почётная грамота Совета Межпарламентской Ассамблеи государств — участников Содружества Независимых Государств (16 ноября 2023 года, Межпарламентская ассамблея СНГ) — за активное участие в деятельности Межпарламентской Ассамблеи и её органов, вклад в укрепление дружбы между народами государств — участников Содружества Независимых Государств[4].